# Tierra Colorada primera sección
Tierra Colorada 1.ª Sección es una localidad del municipio de Huimanguillo ubicado en la subregión de la Chontalpa del estado mexicano de Tabasco.

## Geografía
La localidad de Tierra Colorada 1.ª Sección se sitúa en las coordenadas geográficas 17°53′27″N 93°41′08″O / 17.890833, -93.685556, a una elevación de 10 metros sobre el nivel del mar.

## Demografía
Según el Conteo de Población y Vivienda 2020, efectuado por el Instituto Nacional de Estadística y Geografía, la localidad de Tierra Colorada 1.ª Sección tiene 453 habitantes, de los cuales 222 son del sexo masculino y 231 del sexo femenino. Su tasa de fecundidad es de 2.71 hijos por mujer y tiene 109 viviendas particulares habitadas.
| Gráfica de evolución demográfica de Tierra Colorada 1.ª Sección entre 1980 y 2020 |
|                                                                                   |
| INEGI.                                                                            |